# Туристическая милиция Кыргызстана
Туристическая милиция Кыргызстана (кирг. Кыргызстандын Туристтик милициясы, КРТП) — правоохранительная структура, Министерства Внутренних Дел
Туристическая полиция предназначена для обеспечения безопасности иностранным туристам, и отечественным отдыхающим в туристических зонах Кыргызстана. Руководитель туристической милиции — полковник Азамат Токтоналиев, назначенный в августе 2023.
По сути туристическая милиция — это видоизмененная милиция Кыргызстана с теми же задачами.

## История
Туристическая милиция Кыргызстана создана 16 августа 2019 года по приказу начальника Управления кадров МВД Кыргызской Республики Замирбека Солтонгельдиева.
Сотрудники подразделения туристической милиции будут обеспечивать охрану общественного порядка во всех туристических зонах страны, но особо в Иссык-Кульской области. Главным преимуществом при отборе кандидатов на данную службу будет знание иностранных языков,
В июне 2023 года МВД КР приступило к реализации плана по охране общественного порядка в летний туристический сезон.
Для помощи правоохранителям также были привлечены около 1 тысячи добровольных народных дружинников. В Иссыкульском районе в здании Бостеринского ПОМ был создан временный штаб по обеспечению безопасности в период летнего туристического сезона.
В 2023 году в Бишкеке, Чолпон-Ате и Оше основали туристическую полицию, также организовали круглосуточные посты в Боомском ущелье и по автодороге Бишкек-Ош на перевале Тоо-Ашуу.

## Структура
Систему органов туристической милиции составляют центральный орган (Главное управление туристической полиции Министерства внутренних дел Кыргызстана), территориальные органы туристической полиции.
- Туристическая милиция г. Бишкек
- Выездная туристическая милиция
- Туристическая экологическая милиция (пгт. Орто-Токой)
- Туристическая милиция северного берега Иссык-Кульской области (с. Бостери)
- Туристическая милиция южного берега Иссык-Кульской области (с. Каджи-Сай)
- Туристическая экологическая милиция г. Ош